# Dusona filicornis
Dusona filicornis är en stekelart som först beskrevs av Holmgren 1872.  Dusona filicornis ingår i släktet Dusona och familjen brokparasitsteklar. Inga underarter finns listade i Catalogue of Life.